# Генрик Яблонський
Генрик Яблонський (пол. Henryk Jabłoński, псевдоніми «Генрик з Бара», «Подоляк з-за кордону»; * 2 лютого 1828, Бар, за іншою версією с. Стрільчинці, Немирівський район, Вінницька область — † 2 січня 1869, Марсель, Франція) — українсько-польський громадсько-політичний діяч, публіцист, польський поет, французький дипломат.

## Біографія
Син поручика російської армії, який загинув на російсько-турецькій війні одночасно з народженням Генрика. Навчався в дворянському училищі в Меджибожі (де подружився з Леонардом Совіньським), потім у гімназії в Кам'янці-Подільському. Дебютував у пресі з віршами в 1848 році в київській польській газеті «Зірка» (пол. Gwiazda), під псевдонімом Генрик з Бара (пол. Henryk z Baru). Того ж року вирушив до Львова, щоб взяти участь у національно-визвольному русі, вступив в Руський собор, публікувався в газеті Dnewnyk Ruskij. Потім подався до Угорщини, бажаючи брати участь у Угорської революції у військах під командуванням генерала Дембінського. Зрештою був узятий в полон російськими військами і відправлений у солдати на Кавказ, звідки з початком Кримської війни переведений до Криму. Під час битви при Альмі перейшов на бік французьких військ. Виконував обов'язки перекладача при штабі адмірала Брюан аж до закінчення воєнних дій. По закінченні війни в знак визнання його заслуг отримав призначення на французьку дипломатичну службу і з 1856 року до кінця життя працював секретарем французького консульства на Занзібарі.
В березні 1848 — мешкаючи у родичів поблизу м. Бар, нелеґально прибув до Львова, де брав участь у «Руському Соборі», співпрацював у «Дневнику Руському».
У цей час виступив одним із перших ідеологів української соборності та незалежності. В анонімних дописах до «Дневника Руського» й інших статтях, автором яких вважають Г.Яблонського, ставив питання про польсько-українську федерацію, єдиний народ від Тиси до Дону. У статті «Умови згоди між Польщею та Руссю» писав: «Нехай Львівська Галичина стане початком і зародком майбутньої Русі, а Краківська Ґаліція — майбутньої Польщі. Тут можуть частини обох націй збирати для цілості інтелектуальний потенціал і здійснювати необхідні приготування, поки не настане час воскресіння для всіх націй, які живуть між територіями німців і росіян…».
1848-1849 — воював в Угорщині на боці повстанців, потрапив у російський полон, сидів у російській в'язниці. Як російський підданий був відправлений солдатом на Кримську війну (1854), де перейшов на бік французів і емігрував до Парижа.
Прийняв французьке підданство, був консулом Франції у Занзібарі.

## Твори
Перша книга Яблонського, «Гвідо і балади» (пол. Gwido i Dumki; Львів, 1855, перевидання 1857), включала поему «Гвідо» і деяка кількість окремих віршів. Опублікував драму у віршах «Останнє свято Світовида» (пол. Ostatnie święto Swiatowida; 1859—1860), про боротьбу християнства і язичництва в стародавній Польщі, працював над повістю у віршах «Джура» (пол. Dżuryłło) про сутички польських і татарських військ в XIII столітті.
Відомі його поетичні твори польською мовою: «Ґвідо»(1855), «Перше кохання» [Архівовано 23 листопада 2011 у Wayback Machine.], «Дженні», «Образи Сходу».